# 델 테니
델 테니(Del Tenney, 1930년 7월 27일 ~ 2013년 2월 21일)는 미국의 영화 감독, 배우, 각본가, 영화 제작자이다.
미국에서 태어났다.

## 영화
- 비밀을 원하는가? (2001, Do You Wanna Know a Secret?)
- 클린 앤 내로우 (1999년)
- 호러 오브 파티 비치 (1964년)
- 살아 있는 시체의 저주 (1964년)
- 좀비 (1964년)